# Кереста
Кереста — река в России, протекает по Ремонтненскому району Ростовской области. Длина реки составляет 53 км, площадь водосборного бассейна — 322 км².
Миновав посёлок Тихий Лиман река по одноимённой балке доходит до безымянного пруда, имеющего сток в бассейн реки Кираста.

## Данные водного реестра
По данным государственного водного реестра России относится к Донскому бассейновому округу, водохозяйственный участок реки — Маныч от истока до Пролетарского гидроузла, без рек Калаус и Егорлык, речной подбассейн реки — бассейн притоков Дона ниже впадения Северского Донца. Речной бассейн реки — Дон (российская часть бассейна).
Код объекта в государственном водном реестре — 05010500712107000016415.